# Ibn Quzman
Abu-Bakr Muhàmmad ibn Issa ibn Abd-al-Màlik ibn Quzman (àrab: أبو بكر محمد بن عيسى بن عبد الملك بن قزمان, Abū Bakr Muḥammad b. ʿĪsà b. ʿAbd al-Malik ibn Quzmān), anomenat al-Àsghar i més conegut simplement com a Ibn Quzman, fou un famós poeta andalusí, nascut a Còrdova cap a l'any 1078 i mort a la mateix ciutat el 1160, conegut pels seus peculiars zàjals escrits en àrab col·loquial andalusí.
S'ha volgut veure en el seu nom una arabització del germànic Guzmán, cosa que no era infreqüent a l'Àndalus, però altres fonts assenyalen que el nom Quzmān està documentat ja en l'Aràbia preislàmica, amb la qual cosa pot ser que sigui àrab, encara que és un nom inusual. Aquesta hipotètica etimologia explica que també hagi estat conegut, especialment en traduccions i estudis en llengua castellana, com Abén Guzmán, Abán Guzmán... noms que actualment es consideren poc apropiats.
L'essencial de la seva obra es conserva en un únic còdex, que va ser descobert a Sant Petersburg a la fi del segle xix: es tracta del seu Cançoner o Diwan ('antologia poètica'), que és també el document que proporciona les dades que es coneixen sobre la seva vida, ja que en les seves composicions parla també de si mateix: que tenia entre sis i vuit anys en la batalla de Zalaca —fet que permet conjecturar la seva data de naixença—, i li atribuïren homosexualitat per no entendre els seus poemes plens de simbolisme. Evidentment no ho era, ja que acabà els seus darrers anys com a imam d'una mesquita en Al-Àndalus.
Ibn Quzman coneixia bé la poesia àrab clàssica, d'autors cèlebres com Abu-Tammam, al-Mutanabbí, Dhu-r-Rumma, etc. Han arribat fins a nosaltres algunes composicions seves d'aire clàssic, considerades de poc valor davant del seu Cançoner. Aquesta és una obra original tant per la forma utilitzada, el zajal, escrit no en la llengua literària habitual sinó en el dialecte local, com pels temes que toca, en què sovint reinterpreta de manera irònica tòpics de la poesia àrab clàssica.

## ElDiwan
Hom pensa que Ibn Quzman va ser el primer gran escriptor que va emprar el zajal, que havia estat inventat pel saragossà Ibn Bajja, i li va donar la seva forma definitiva, polint-lo de les imperfeccions que tenia. El seu Diwan conté 149 zajals. L'arabista Stern els va dividir en dues classes: 
- Els zajals en forma de moaxaja, que són poemes d'entre cinc i set estrofes en tot similars a les moaxages (temes, forma, kharja) tret del fet d'estar escrits en llengua col·loquial en comptes d'àrab clàssic. Constitueixen una tercera part del Diwan.
- Els zajals pròpiament dits, sense límit d'estrofes, de temes diversos, i que constitueixen els dos terços restants.

Va dedicar bona part dels zajals a descriure les seves relacions amb joves barons, les festes a les quals solia assistir o els balls i instruments musicals emprats. També parla de si mateix i fa, com altres poetes, elogi de les persones que el protegeixen. D'acord amb un dels seus zajals, cap al final dels seus dies va semblar penedir-se de la seva vida dissipada: 
| « | Ibn Quzman es va penedir. Bé serà per a ell si persevera! Els seus dies passats eren festes entre els dies. Però després de sonar els tabals i panderos i d'arremangar-se per al ball, ara puja i baixa per la torre de l'Almudaina. S'ha fet imam en la mesquita i resa agenollant-se i inclinant-se. | » |

 Encara que també va deixar escrites instruccions per a la seva mort:
 
| « | Quan mori, aquestes són les meves instruccions per al soterrament: dormiré amb una vinya entre les parpelles. Que m'emboliquin entre les seves fulles com mortalla i em posin en el cap un turbant de pàmpols. | » |